# Coupe d'Automne
La Coupe d'Automne — Autumn Cup en anglais — était une compétition de hockey sur glace du Royaume-Uni entre 1946 et 2000.
La Coupe a porté différents noms au cours de son existence : English Autumn Cup jusqu'en 1954, British Autumn Cup jusqu'en 1960.
Entre 1960 et 1967, la compétition n'est pas jouée puis revient sous le nom de Northern Autumn Cup. Au cours des années 1980, plusieurs sponsors changent le nom de la coupe qui est le plus souvent désigné sous le nom d’Autumn Cup. En 1991, la coupe prend le nom de Benson & Hedges Cup, nom qu'elle porte jusqu'en 2000, dernière année où elle est jouée.

## Équipes les plus titrées
| Équipe              | Nombre de titres | Défaites en finale | Dernier titre |
| ------------------- | ---------------- | ------------------ | ------------- |
| Murrayfield Racers  | 9                | 3                  | 1993          |
| Nottingham Panthers | 6                | 2                  | 1998          |
| Brighton Tigers     | 4                | 2                  | 1958          |
| Durham Wasps        | 4                | 2                  | 1990          |
| Fife Flyers         | 4                | 2                  | 1978          |
| Harringay Racers    | 4                | 3                  | 1954          |
| Streatham Redskins  | 3                | 3                  | 1959          |
| Sheffield Steelers  | 2                | 0                  | 2000          |
| Ayr Scottish Eagles | 1                | 2                  | 1997          |
| Cardiff Devils      | 1                | 3                  | 1993          |
| Dundee Rockets      | 1                | 0                  | 1983          |
| Manchester Storm    | 1                | 0                  | 1999          |
| Paisley Mohawks     | 1                | 0                  | 1967          |
| Wembley Lions       | 1                | 0                  | 1957          |
| Wembley Monarchs    | 1                | 2                  | 1948          |

## Vainqueurs par années

### English Autumn Cup
| Année | Vainqueur          | Finaliste           |
| ----- | ------------------ | ------------------- |
| 1946  | Brighton Tigers    | Wembley Monarchs    |
| 1947  | Harringay Racers   | Streatham Redskins  |
| 1948  | Wembley Monarchs   | Harringay Racers    |
| 1949  | Harringay Racers   | Wembley Monarchs    |
| 1950  | Brighton Tigers    | Streatham Redskins  |
| 1951  | Streatham Redskins | Nottingham Panthers |
| 1952  | Harringay Racers   | Streatham Redskins  |
| 1953  | Streatham Redskins | Brighton Tigers     |

### British Autumn Cup
| Année | Vainqueur           | Finaliste        |
| ----- | ------------------- | ---------------- |
| 1954  | Harringay Racers    | Falkirk Lions    |
| 1955  | Nottingham Panthers | Paisley Pirates  |
| 1956  | Brighton Tigers     | Harringay Racers |
| 1957  | Wembley Lions       | Harringay Racers |
| 1958  | Brighton Tigers     | Edinburgh Royals |
| 1959  | Streatham Redskins  | Brighton Tigers  |

### Northern Autumn Cup
| Année | Vainqueur          | Finaliste          | Score |
| ----- | ------------------ | ------------------ | ----- |
| 1967  | Paisley Mohawks    |                    |       |
| 1968  | Murrayfield Racers |                    |       |
| 1970  | Murrayfield Racers |                    |       |
| 1971  | Whitley Warriors   |                    |       |
| 1972  | Fife Flyers        |                    |       |
| 1974  | Murrayfield Racers |                    |       |
| 1975  | Fife Flyers        |                    |       |
| 1976  | Fife Flyers        |                    |       |
| 1977  | Murrayfield Racers |                    |       |
| 1978  | Fife Flyers        | Murrayfield Racers | 15–8  |
| 1979  | Murrayfield Racers | Billingham Bombers | 237   |
| 1980  | Murrayfield Racers |                    |       |

### Kohler Engines Autumn Cup
| Année | Vainqueur      | Finaliste          | Score    | Patinoire          |
| ----- | -------------- | ------------------ | -------- | ------------------ |
| 1983  | Dundee Rockets | Streatham Redskins | 6-6 (TF) | Streatham Ice Rink |

### Bluecol Autumn Cup
| Année | Vainqueur    | Finaliste   | Score | Patinoire          |
| ----- | ------------ | ----------- | ----- | ------------------ |
| 1984  | Durham Wasps | Fife Flyers | 6-4   | Streatham Ice Rink |

### Norwich Union Trophy
| Année | Vainqueur           | Finaliste          | Score   | Patinoire                  |
| ----- | ------------------- | ------------------ | ------- | -------------------------- |
| 1985  | Murrayfield Racers  | Durham Wasps       | 8-5     | Murrayfield Ice Rink       |
| 1986  | Nottingham Panthers | Fife Flyers        | 5-4 (P) | National Exhibition Centre |
| 1987  | Durham Wasps        | Murrayfield Racers | 11-5    | Fife Ice Arena             |
| 1988  | Durham Wasps        | Tayside Tigers     | 7-5     | National Exhibition Centre |
| 1989  | Murrayfield Racers  | Durham Wasps       | 10-4    | Basingstoke Ice Rink       |
| 1990  | Durham Wasps        | Murrayfield Racers | 12-6    | Whitley Bay Ice Rink       |

### Autumn Cup
| Année | Vainqueur           | Finaliste           | Score | Patinoire       |
| ----- | ------------------- | ------------------- | ----- | --------------- |
| 1991  | Nottingham Panthers | Humberside Seahawks | 7-5   | Sheffield Arena |

### Benson & Hedges Cup
| Année | Vainqueur           | Finaliste            | Score    | Patinoire       |
| ----- | ------------------- | -------------------- | -------- | --------------- |
| 1992  | Cardiff Devils      | Whitley Bay Warriors | 10-4     | Sheffield Arena |
| 1993  | Murrayfield Racers  | Cardiff Devils       | 6-2      | Sheffield Arena |
| 1994  | Nottingham Panthers | Cardiff Devils       | 7-2      | Sheffield Arena |
| 1995  | Sheffield Steelers  | Nottingham Panthers  | 5-2      | Sheffield Arena |
| 1996  | Nottingham Panthers | Ayr Scottish Eagles  | 5-3      | Sheffield Arena |
| 1997  | Ayr Scottish Eagles | Cardiff Devils       | 2-1      | Sheffield Arena |
| 1998  | Nottingham Panthers | Ayr Scottish Eagles  | 2-1      | Sheffield Arena |
| 1999  | Manchester Storm    | London Knights       | 3-3 (TF) | Sheffield Arena |
| 2000  | Sheffield Steelers  | Newcastle Jesters    | 4-0      | Sheffield Arena |